# استان هفتم

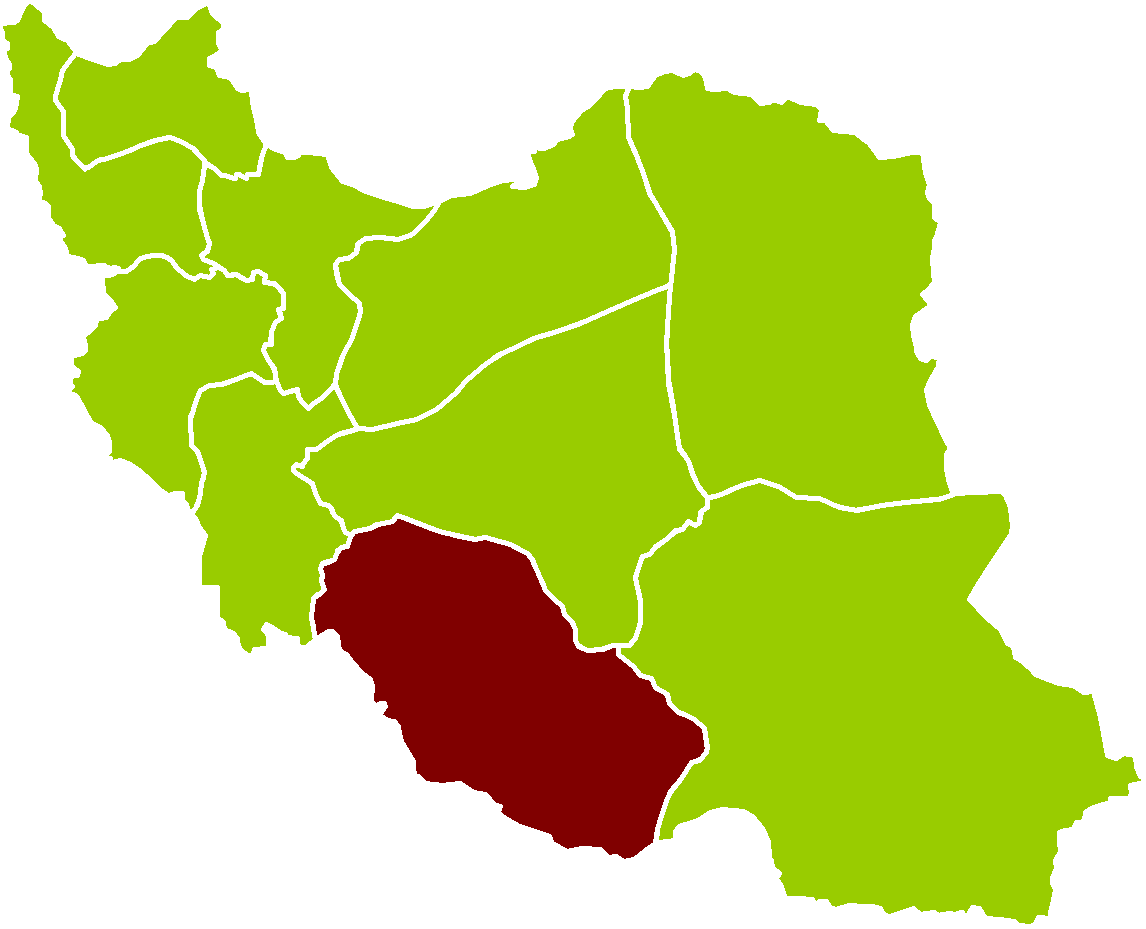
جایگاه استان هفتم در نقشهٔ ایران.

استان هفتم یکی از ۱۰ استان کشور ایران بود که در ۱۹ دی ۱۳۱۶ خورشیدی، با اصلاح قانون تقسیمات کشوری به عنوان استان هفتم تعیین گردید. این استان شامل ۶ شهرستان بهبهان، شیراز، بوشهر، فسا، آباده، لار بود.
استان هفتم امروزه شامل استان فارس (به مرکزیت شیراز) است و استان‌های هفدهم (کهگیلویه و بویراحمد)، هجدهم (بوشهر) و شهرستان بهبهان از این استان جدا شده‌اند. همچنین بخش هائی از این استان به هرمزگان ملحق شده است.